# Eduard von Hammer
Eduard Hammer, ab 1841 von Hammer, (* 1. August 1793 in Widdern; † 21. Juli 1850 in Esslingen am Neckar) war ein württembergischer Oberamtsrichter und Landtagsabgeordneter.

## Leben und Werk
Eduard Hammer war Oberjustizrat. Er arbeitete als Oberamtsrichter in Besigheim, später in Ulm und zuletzt in Esslingen. Von 1838 bis 1844 war er für das Oberamt Besigheim Abgeordneter im württembergischen Landtag. 1841 wurde Eduard Hammer mit dem Ritterkreuz des Ordens der württembergischen Krone ausgezeichnet. Mit der Verleihung des Ordens war die Erhebung in den persönlichen Adelsstand verbunden.